# آلان ريتشارد (متسلق جبال تزلج)
آلان ريتشارد هو متسلق جبال تزلج ‏ سويسري، ولد في 1 مايو 1985.